# Virginia Slims Championships novembre 1986 - Doppio
Il doppio del torneo di tennis Virginia Slims Championships novembre 1986, facente parte del Virginia Slims World Championship Series 1986, ha avuto come vincitrici Martina Navrátilová e Pam Shriver che hanno battuto in finale Claudia Kohde Kilsch e Helena Suková con il punteggio di 7–6, 6–3.

## Teste di serie
1. Martina Navrátilová /  Pam Shriver (Campionesse)
2. Claudia Kohde Kilsch /  Helena Suková (finale)

1. Steffi Graf /  Gabriela Sabatini (semifinali)
2. Hana Mandlíková /  Wendy Turnbull (semifinali)

## Tabellone

### Legenda
| - Q = Qualificato - WC = Wild card - LL = Lucky loser | - ALT = Alternate - SE = Special Exempt - PR = Protected Ranking | - w/o = Walkover - r = Ritirato - d = Squalificato |

|  | Primo turno | Primo turno                                | Primo turno                                | Primo turno | Primo turno |  |  | Semifinali | Semifinali                         | Semifinali | Semifinali                         | Semifinali                         |   |   | Finale | Finale                          | Finale                          | Finale | Finale |  |
|  |             |                                            |                                            |             |             |  |  |            |                                    |            |                                    |                                    |   |   |        |                                 |                                 |        |        |  |
|  | 1           | Martina Navrátilová Pam Shriver            | Martina Navrátilová Pam Shriver            | 6           | 6           |  |  |            |                                    |            |                                    |                                    |   |   |        |                                 |                                 |        |        |  |
|  |             | Katerina Maleeva Manuela Maleeva-Fragniere | Katerina Maleeva Manuela Maleeva-Fragniere | 1           | 0           |  |  | 1          | Martina Navrátilová Pam Shriver    | 1          | 6                                  | 6                                  |   |   |        |                                 |                                 |        |        |  |
|  | 4           | Hana Mandlíková Wendy Turnbull             | Hana Mandlíková Wendy Turnbull             | 6           | 6           |  |  | 4          | Hana Mandlíková Wendy Turnbull     | 6          | 1                                  | 1                                  |   |   |        |                                 |                                 |        |        |  |
|  |             | Elise Burgin Rosalyn Nideffer              | Elise Burgin Rosalyn Nideffer              | 2           | 4           |  |  |            |                                    |            |                                    |                                    |   |   | 1      | Martina Navrátilová Pam Shriver | Martina Navrátilová Pam Shriver | 7      | 6      |  |
|  | 3           | Steffi Graf Gabriela Sabatini              | Steffi Graf Gabriela Sabatini              | 6           | 6           |  |  |            |                                    | 2          | Claudia Kohde Kilsch Helena Suková | Claudia Kohde Kilsch Helena Suková | 6 | 3 |        |                                 |                                 |        |        |  |
|  |             | Gigi Fernández Robin White                 | Gigi Fernández Robin White                 | 3           | 2           |  |  | 3          | Steffi Graf Gabriela Sabatini      | 6          | 6                                  | 5                                  |   |   |        |                                 |                                 |        |        |  |
|  | 2           | Claudia Kohde Kilsch Helena Suková         | 2                                          | 7           | 6           |  |  | 2          | Claudia Kohde Kilsch Helena Suková | 7          | 3                                  | 7                                  |   |   |        |                                 |                                 |        |        |  |
|  |             | Svetlana Černeva Larisa Neiland            | 6                                          | 6           | 2           |  |  |            |                                    |            |                                    |                                    |   |   |        |                                 |                                 |        |        |  |